# Maurice Gendron
Maurice Gendron (26 de desembre, 1920, prop de Niça - Grez-sur-Loing (Sena i Marne ), 20 d'agost, 1990) va ser un violoncel·lista, director i professor francès. Es considera àmpliament un dels violoncel·listes més grans del segle xx. a ser un oficial de la Legió d'Honor i un destinatari de l'Ordre Nacional del Mèrit. Va ser un membre actiu de la Resistència francesa durant la Segona Guerra Mundial.

## Carrera
Gendron va gravar la major part del repertori de concerts estàndard amb directors com Bernard Haitink, Raymond Leppard i Pau Casals (l'únic violoncel·lista que va aparèixer en un enregistrament comercial sota la batuta de Casals), i amb orquestres com l'Estat de Viena. Opera Orchestra, Orquestra Simfònica de Londres i Orquestra Filharmònica de Londres. També va gravar el repertori de sonata amb pianistes com Philippe Entremont i Jean Françaix. Durant 25 anys va ser membre d'un famós trio de piano amb Yehudi i Hephzibah Menuhin. També va fer un enregistrament famós (aconseguint un premi Edison) de les suites per a violoncel sol de J. S. Bach.
Gendron va tocar amb moltes estrelles musicals de la seva època, com Benjamin Britten, Dinu Lipatti i Rudolf Serkin. L'Stradivarius de 1693 que va tocar, que s'ha conegut com l'antic violoncel Gendron, va ser cedit posteriorment a la violoncel·lista alemanya Maria Kliegel.
Gendron va impartir classes a la "Musikhochschule Saarbrücken", a l'escola Yehudi Menuhin i al Conservatori de París. Entre els seus alumnes hi ha Colin Carr, Chu Yibing i Jacqueline du Pré. El 2013, un antic estudiant va al·legar que Gendron va ser abusiu cap als estudiants joves durant la seva estada a l'escola Yehudi Menuhin als anys 60 i 70. Richard Hillier, el director de YMS, ha dit que està al corrent de les denúncies, però que segons els documents de l'escola, no es va plantejar cap preocupació sobre el comportament de Gendron. Altres estudiants de Gendron l'han descrit com un professor molt estricte, fins i tot problemàtic, però influent.
Gendron va ser el primer violoncel·lista modern a gravar el Concert en si bemoll de Boccherini en la seva forma original (va descobrir el manuscrit original a la Biblioteca Estatal de Dresden) en comptes de la versió de Grützmacher. Aquest enregistrament ha estat àmpliament aclamat per la crítica i es considera un clàssic. Va donar la primera interpretació occidental del Concert per a violoncel de Prokófiev amb l'Orquestra Filharmònica de Londres sota la direcció de Walter Susskind, i posteriorment se li van concedir els drets exclusius de la interpretació de la peça durant 3 anys.
El seu enfocament a tocar el violoncel es resumeix en el seu llibre "L'Art du Violoncelle", escrit en col·laboració amb Walter Grimmer i publicat el 1999 per Schott [ED 9176; ISMN M-001-12682-3].
Gendron és el pare de l'actor François-Éric Gendron.
A part d'altres enregistraments disponibles actualment, el 2015 Decca va llançar una caixa de 14 CD, "L'Art de Maurice Gendron" (número de catàleg 4823849), que inclou tots els seus enregistraments per a Decca i Philips, a més d'alguns dels seus treballs més rellevants. per a EMI.